# ماكس إيوي
إيوي (1901 - 1981) كان لاعب شطرنج محترف و عالم رياضيات و مؤلف, و يعد بطل العالم الخامس في الشطرنج.
أصبح إيوي بطلا للعالم في الشطرنج عام 1935 حتى عام 1937, و من ثم رئيسا لإتحاد الشطرنج العالمي بين عامي 1970 و1978.

## الفوز ببطولة العالم
في 15 ديسمبر 1935 بعد لعب 30 مباراة في 13 مدينة مختلفة بهولندا لمدة 80 يوما تمكن إيوي من هزيمة ألخين بـ 15.5 مقابل 14.5 و أصبح خامس بطل للعالم في الشطرنج ، لكـن سرعـان مـا فقد اللقب فـي إعـادة مقابلة ضد ألخين سنة 1937 حيث خسر بفارق كبير بنتيجة 15.5 مقابل 9.5 .

## روابط خارجية
- ماكس إيوي على موقع الموسوعة البريطانية (الإنجليزية)
- ماكس إيوي على موقع مونزينجر (الألمانية)
- ماكس إيوي على موقع ديسكوغز (الإنجليزية)
- ماكس إيوي على موقع مباريات الشطرنج (الإنجليزية)
- ماكس إيوي على موقع 365Chess.com (الإنجليزية)
- ماكس إيوي على موقع Chesstempo.com (الإنجليزية)
- ماكس إيوي سجل أولمبياد الشطرنج على موقع OlimpBase.org (الإنجليزية)